# Sałki
Sałki [pronunciación en polaco: /ˈsau̯ki/] es una aldea ubicada en el distrito administrativo de Gmina Pionki, dentro del condado de Radom, Voivodato de Mazovia, en el centro-este de Polonia. Se encuentra a unos 5 kilómetros al sureste de Pionki, a 23 kilómetros al este de Radom, y a 92 kilómetros al sur de Varsovia.